# Peter Allen (Fußballspieler, 1934)
Peter Michael Allen (* 8. Oktober 1934 in Bristol; † 1993 ebenda) war ein englischer Fußballspieler.

## Karriere
Allen war in der Saison 1952/53 für das Nachwuchsteam von Bristol City in der Western League aktiv, war Auswahlspieler für das County Bristol und Reservist bei einem Juniorenländerspiel. Im Sommer 1953 erhielt er von Trainer Pat Beasley einen Profivertrag, Allen gehörte bis 1955 zum Kader von Bristol. Seinen einzigen Pflichtspieleinsatz hatte er in der Saison 1954/55, als er bei einem 5:3-Heimerfolg im September gegen den FC Walsall Ernie Peacock auf der Mittelläuferposition vertrat und dabei nach Pressemeinung einen „unsicheren“ Auftritt zeigte. Bristol stieg am Saisonende als souveräner Meister der Third Division South in die Second Division auf, Allen verließ den Klub in der Saisonpause und spielte fortan im Lokalfußball.